# Eva Hart
Eva Miriam Hart (Ilford, 31 gennaio 1905 – Chadwell Heath, 14 febbraio 1996) è stata una degli ultimi sopravvissuti del naufragio del Titanic.

## Biografia
Eva Miriam Hart nacque il 31 gennaio 1905 a Ilford, nella contea di Essex, in Inghilterra, da Benjamin Hart (1864-1912) e da Esther Ada Bloomfield (1863-1928). Eva era l'unica figlia della coppia. La bambina fu educata nel Convento di Santa Maria a Gidea Park, un piccolo quartiere a est di Londra. All'inizio del 1912 Benjamin decise di emigrare con la sua famiglia a Winnipeg, nella provincia canadese di Manitoba, per aprire una tabaccheria.

### Titanic

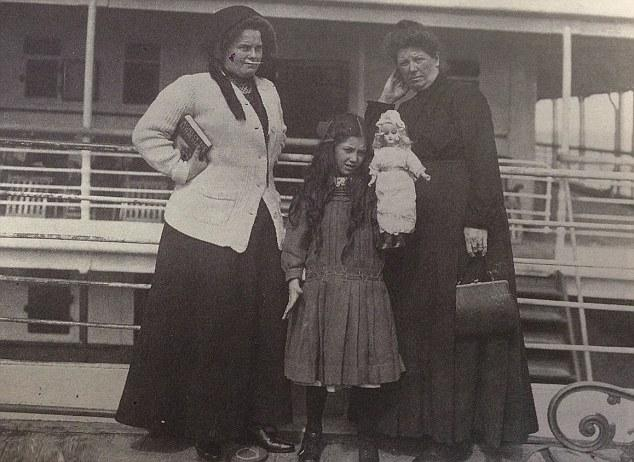
Eva ed Esther Hart tornano in Inghilterra dopo il naufragio del Titanic

La famiglia Hart s'imbarcò sul RMS Titanic a Southampton, in Inghilterra, il 10 aprile 1912, come passeggeri di seconda classe: inizialmente avrebbero dovuto imbarcarsi sulla nave Philadelphia ma a causa del famoso sciopero del carbone di quel periodo furono costretti a trasferirsi sul Titanic. Eva, che all'epoca aveva sette anni, non aveva mai visto una nave prima d'allora ed era entusiasta all'idea di imbarcarsi sul grande transatlantico. L'unica agitata era la madre Esther: credeva che qualcosa di terribile sarebbe successo al Titanic. Pensava che dichiarare la nave inaffondabile fosse come "volare davanti alla faccia di Dio".
Come avrebbe dichiarato in seguito la stessa Eva, sua madre rimaneva vestita tutto il giorno, dormiva nelle ore diurne e rimaneva sveglia di notte, convinta che qualcosa sarebbe successo appunto non di giorno bensì di notte. Al contrario della moglie, Benjamin era molto entusiasta del viaggio. A bordo della nave, Eva amava far visita ai cani dei passeggeri situati nel canile F, insieme a suo padre: soprattutto amava giocare con il bulldog francese Gamin de Pycombe, di proprietà del passeggero di prima classe Robert William Daniels.

Eva stava dormendo quando la nave urtò l'iceberg alle 23:40 del 14 aprile. La madre Esther, che sentì l'impatto, svegliò subito Benjamin e lo avvertì del pericolo. Gli Hart raggiunsero immediatamente il ponte lance; lì, Eva sentì l'orchestra guidata da Wallace Hartley suonare il brano Nearer, My God, to Thee (Più vicino a te, mio Dio). In seguito affermò:
Benjamin accompagnò la moglie e la figlia alla scialuppa di salvataggio n° 14, dove il padre raccomandò a Eva di "tenere la mano della mamma e di fare la brava bambina". Fu l'ultima volta che Eva vide suo padre: Benjamin morì nel naufragio ed il suo corpo, se recuperato, non fu mai identificato.
A differenza di molti altri bambini a bordo delle scialuppe, che si addormentarono, Eva rimase sveglia tutta la notte e vide la nave spezzarsi in due tronconi e affondare. Quelle scene la turbarono e per superare le sue paure si chiuse in una cabina per ben quattro giorni di fila: il loro ricordo peraltro l'avrebbe perseguitata in seguito per molti anni. Oltre ad aver sostenuto la tesi che la nave si spezzò in due tronconi, poi confermata dopo il ritrovamento del relitto nel 1985, affermò anche di aver visto il Californian a poche miglia di distanza dal Titanic. Eva e la signora Hart vennero tratte in salvo dalla Carpathia e raggiunsero New York il 18 aprile. Poco dopo, Esther ed Eva tornarono in Inghilterra, dove la madre si risposò.

### Dopo l'affondamento del Titanic

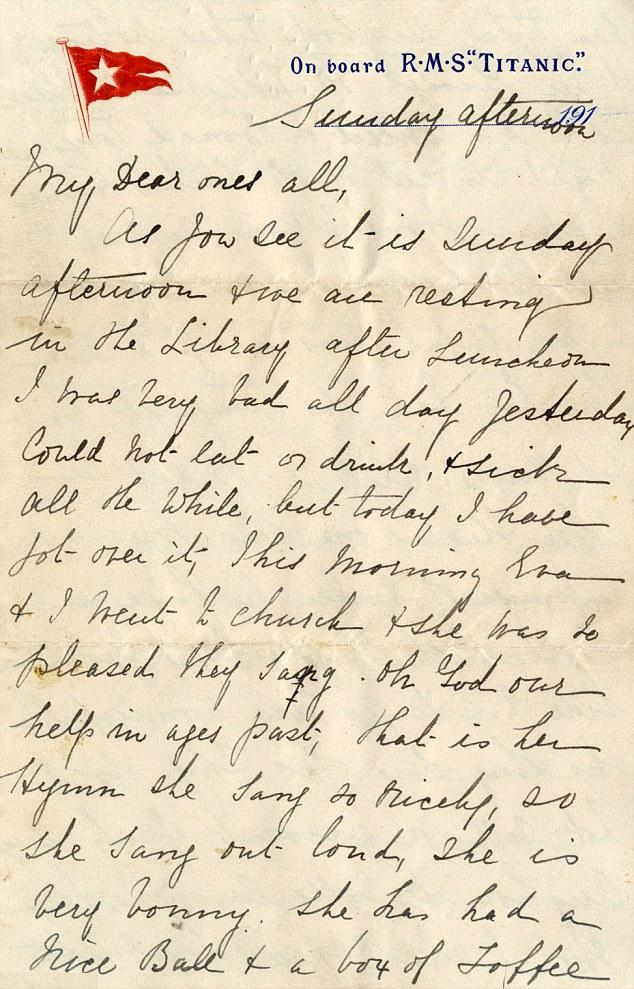
La lettera scritta da Esther ed Eva Hart, venduta all'asta il 26 aprile 2014

Nel corso della sua vita Eva svolse numerosi mestieri: fu cantante in Australia e in seguito magistrato.
Ella divenne una sorta di ambasciatrice della tragedia del Titanic: oltre a testimoniare varie volte nel corso della vita e a partecipare a diversi convegni sulla tragedia, criticò in diverse occasioni sia la White Star Line per aver diminuito il numero delle scialuppe, sia i cacciatori di reliquie, definendoli persone insensibili dominate dal solo scopo di arricchirsi dei beni dei defunti a costo di profanare il relitto, ormai divenuto una sorta di tomba per i tanti morti.
Il 15 aprile 1995 Eva e la superstite Edith Brown-Haisman, anch'ella di seconda classe, parteciparono all'apertura di un giardino commemorativo presso il National Maritime Museum di Greenwich. Le due donne donarono una targa per commemorare l'83º anniversario del naufragio del Titanic. Oltre alla targa, in memoria venne innalzato un monumento di granito.
Eva Hart morì il 14 febbraio 1996 all'età di 91 anni, nella sua casa di Chadwell Heath; oggi riposa nel South Essex Crematorium, nel sobborgo londinese di Upminster. Alla sua morte rimasero solo otto superstiti del naufragio, tra cui Millvina Dean e Lillian Asplund. In sua memoria, un pub di Chadwell Heath è stato rinominato "The Eva Hart".

Il 26 aprile 2014 è stata venduta all'asta per 100.000 sterline una lettera scritta da Esther Hart alla propria madre poche ore prima dell'impatto con l'iceberg. La missiva era nel giaccone del marito Benjamin, che egli le infilò prima che la moglie si imbarcasse sulla scialuppa di salvataggio n° 14, e recava il seguente messaggio: "I marinai ci dicono che è una traversata meravigliosa, ma c'è freddo e molto vento"; la figlia Eva aveva poi aggiunto: "Un sacco di baci e amore a tutti da Eva".